# Callibracon flaviceps
Callibracon flaviceps är en stekelart som först beskrevs av Cameron 1901.  Callibracon flaviceps ingår i släktet Callibracon och familjen bracksteklar. Utöver nominatformen finns också underarten C. f. mackayensis.